# Pristimantis cryptomelas
Espèce
Synonymes
- Eleutherodactylus cryptomelas Lynch, 1979

Statut de conservation UICN

 NT  : Quasi menacé
Pristimantis cryptomelas est une espèce d'amphibiens de la famille des Craugastoridae.

## Répartition
Cette espèce se rencontre entre 2 470 et 3 100 m d'altitude :
- en Équateur dans les provinces de Zamora-Chinchipe et de Morona-Santiago sur le versant Est de la cordillère Orientale ;
- au Pérou dans la province de Huancabamba dans la région de Piura sur le versant Ouest de la cordillère de Huancabamba.

## Description
Les mâles mesurent de 28,2 à 30,2 mm et la femelle 38,6 mm.

## Publication originale
- Lynch, 1979 : Leptodactylid frogs of the genus Eleutherodactylus from the Andes of southern Ecuador. Miscellaneous Publication, Museum of Natural History, University of Kansas, vol. 66, p. 1-62 (texte intégral).